# NGC 2538
NGC 2538 este o galaxie spirală situată în constelația Câinele Mic. A fost descoperită în 2 februarie 1877 de către Édouard Stephan⁠(d). Se află la o distanță de 57 de megaparseci de Pământ.